# Аргуновське сільське поселення (Нікольський район)
Аргуно́вське сільське поселення (рос. Аргуновское сельское поселение) — сільське поселення у складі Нікольського району Вологодської області Росії.
Адміністративний центр — присілок Аргуново.

## Населення
Населення сільського поселення становить 934 особи (2019; 1183 у 2010, 1599 у 2002).

## Склад
До складу сільського поселення входять:
| Населений пункт         | Населення, осіб (2002) | Населення, осіб (2010) |
| ----------------------- | ---------------------- | ---------------------- |
| Аргуново, присілок      | 256                    | 227                    |
| Дячково, присілок       | 52                     | 33                     |
| Ільїнське, присілок     | 246                    | 167                    |
| Корепіно, присілок      | 7                      | 4                      |
| Красна Звєзда, присілок | 13                     | 8                      |
| Леуніно, присілок       | 19                     | 19                     |
| Мичково, присілок       | 57                     | 45                     |
| Нікольське, присілок    | 232                    | 182                    |
| Павлово, присілок       | 78                     | 54                     |
| Пічуг, присілок         | 4                      | 0                      |
| Розсохино, присілок     | 12                     | 11                     |
| Семенка, присілок       | 57                     | 63                     |
| Скоморош'є, присілок    | 94                     | 74                     |
| Софроново, присілок     | 38                     | 15                     |
| Суборна, присілок       | 64                     | 22                     |
| Теляніно, присілок      | 107                    | 80                     |
| Холшевиково, присілок   | 111                    | 77                     |
| Чернцово, присілок      | 138                    | 90                     |
| Чорна, присілок         | 14                     | 2                      |